# Greipstad
Greipstad is een voormalige gemeente in de toenmalige provincie Vest-Agder in Noorwegen. In 1964 ging Greipstad op in de toen gevormde gemeente Songdalen. Het gemeentebestuur van Greipstad was gevestigd in Nodeland, dat na de samenvoeging ook de hoofdplaats van Songdalen werd. Greipstad werd een zelfstandige gemeente in 1913 toen het uit Søgne werd losgemaakt.Sinds 2020 is Greipstad deel van de gemeente Kristiansand.